# Алба (окръг)
Вижте пояснителната страница за други значения на Алба.
Окръг Алба е окръг (județ – жудец) в регион Трансилвания, Румъния с административен център гр. Алба Юлия (с население 72 405 жители).

## Градове
- Алба Юлия (нем. Karlsburg, унг. Gyulafehérvár)
- Куджир (унг. Kudzsir)
- Себеш (нем. Mühlbach, унг. Szászsebes)
- Аюд (нем. Straßburg, унг. Nagyenyed)
- Блаж (нем. Blasendorf, унг. Balázsfalva)
- Окна Муреш (унг. Marosújvár)
- Златна (унг. Zalatna)
- Къпмени (унг. Topánfalva)
- Теюш (унг. Tövis)
- Абруд (унг. Abrudbánya)
- Бая де Ариеш (нем. Offenburg, унг. Aranyosbánya/Offenbánya)